# Sobrada
Sobrada (oficialmente San Salvador de Sobrada) es una parroquia española del municipio de Tomiño, perteneciente a la provincia de Pontevedra, en la comunidad autónoma de Galicia.

## Historia
Hacia mediados del siglo XIX, el lugar, ya por entonces perteneciente a Tomiño, tenía contabilizada una población de 454 habitantes. Aparece descrito en el decimocuarto volumen del Diccionario geográfico-estadístico-histórico de España y sus posesiones de Ultramar de Pascual Madoz con las siguientes palabras:

SOBRADA (San Salvador): felig. en la prov. de Pontevedra (8 leg.), part. jud. y dióc. de Tuy (1), ayunt. de Tomiño. sit. á la der. del r. Miño; con libre ventilacion, y clima templano y sano. Tiene unas 120 casas en los l. de Aldea, Escampado, Gandariña, Laje, Lopo, Monte, Muimenta, Outeiro y Torroso. La igl. parr. (San Salvador) está servida por un cura de entrada y provision de S. M. y del diocesano. Confina N. Piñeiro; E. r. Miño; S. Currás, y O. Taborda. El terreno es de buena calidad: le baña por el O. un riach. llamado Faya, que baja del monte de San Julian y desagua en el Miño. prod.: maiz, centeno, trigo, patatas, vino, frutas y pastos; hay ganado vacuno y lanar; caza de perdices, codornices, liebres y conejos; y pesca de varias clases. pobl.: 127 vec., 454 almas. contr.: con su ayuntamiento (V.).
(Madoz, 1849, p. 413)

En 2022, tenía empadronados 986 habitantes.